# Доротея Мария фон Анхалт
София Доротея Мария фон Анхалт (на немски: Sophie Dorothea Maria von Anhalt; * 2 юли 1574, Десау, Саксония-Анхалт; † 18 юли 1617, Ваймар) от род Аскани, е принцеса от Анхалт и чрез женитба херцогиня на Саксония-Ваймар (7 юли 1602 – 18 юли 1605).

## Живот
Тя е втората дъщеря на княз Йоахим Ернст фон Анхалт (1536 – 1586) и втората му съпруга Елеонора фон Вюртемберг (1552 – 1618), дъщеря на херцог Кристоф фон Вюртемберг и съпругата му Анна Мария фон Бранденбург-Ансбах. Тя е сестра на княз Лудвиг I фон Анхалт-Кьотен.
Между 1586 и 1593 г. Доротея Мария e абатеса на Гернроде и Фросе. Тя напуска манастира, за да се омъжи на 7 януари 1593 г. в Алтенбург за Йохан III фон Саксония-Ваймар (1570 – 1605) от рода на Ернестингските Ветини от 1602 г. херцог на Саксония-Ваймар. Двамата са прародители на всичките по-късни линии на ернестингските Ветини.
Тя умира на 18 юли 1617 г. във Ваймар на 43 години при падане от кон. Погребението е на 24 август 1617 г. в дворец Хорнщайн (по-късно Вилхелмсбург). На тази среща нейният брат княз Лудвиг I фон Анхалт-Кьотен решава да основе литературното общество „Fruchtbringende Gesellschaft“.

## Деца
Доротея Мария фон Анхалт и Йохан III от Саксония-Ваймар имат дванадесет деца:
- Йохан Ернст I (1594 – 1626), херцог на Саксония-Ваймар
- Християн Вилхелм (*/† 1595)
- Фридрих (1596 – 1622), (титулар-)херцог на Саксония-Ваймар
- Йохан (1597 – 1604)
- Вилхелм Велики (1598 – 1662), херцог на Саксония-Ваймар; ∞ 1625 принцеса Елеонора Доротея фон Анхалт-Десау (1602 – 1664)
- син (†* 1598)
- Албрехт (1599 – 1644), херцог на Саксония-Айзенах, ∞ 1633 принцеса Доротея фон Саксония-Алтенбург (1601 − 1675)
- Йохан Фридрих (1600 – 1628), (титулар-)херцог на Саксония-Ваймар
- Ернст I Благочестиви (1601 – 1675), херцог на Саксония-Гота; ∞ 1636 принцеса Елизабет София фон Саксония-Алтенбург (1619 – 1680)
- Фридрих Вилхелм от Саксония-Ваймар (1603 – 1619), (титулар-)херцог на Саксония-Ваймар
- Бернхард (1604 – 1639), херцог на Франкония
- Йохана (1606 – 1609)